# Phương tiện truyền thông kỹ thuật số

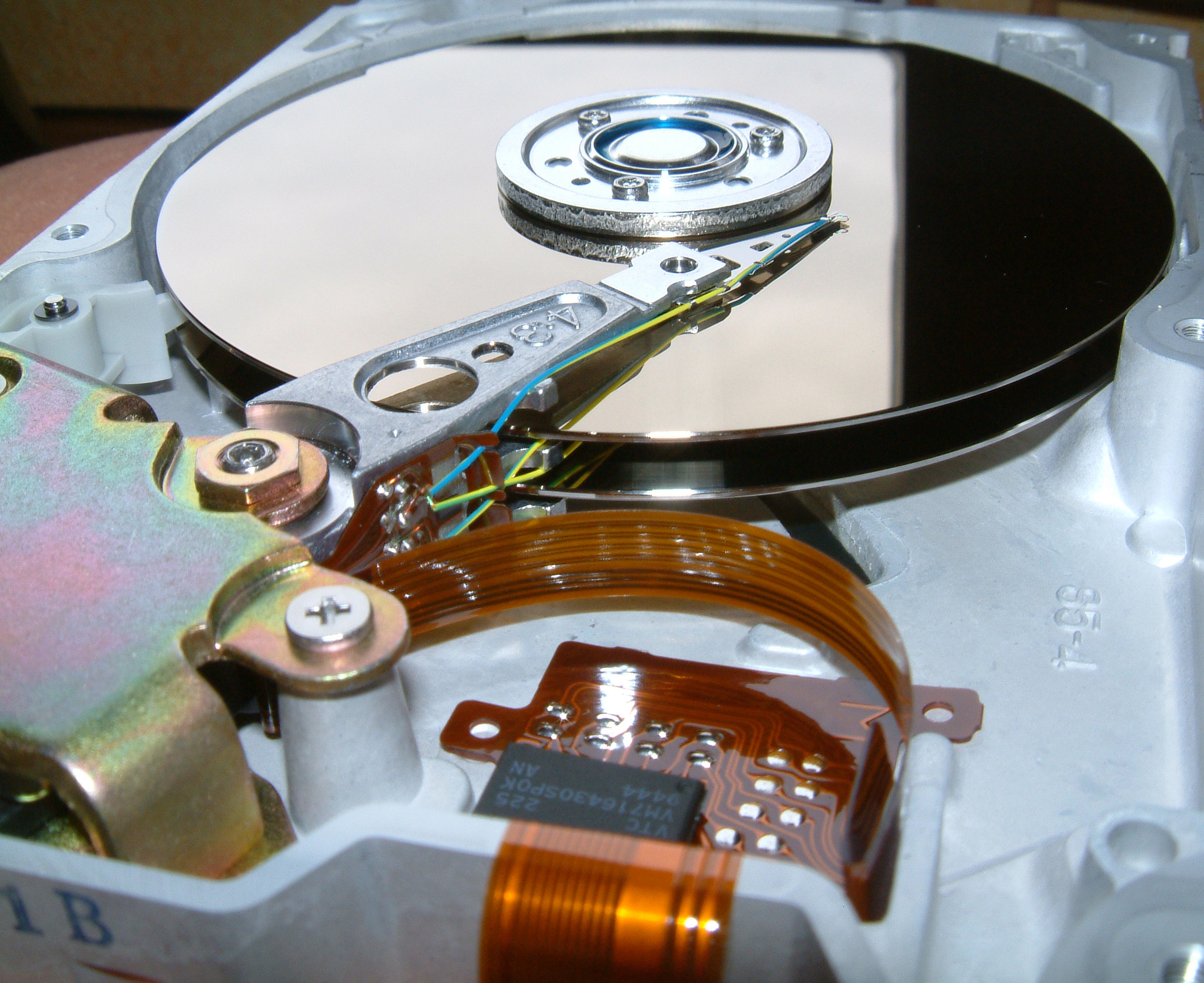
Ổ cứng lưu trữ thông tin ở dạng nhị phân và do đó được coi là một loại phương tiện kỹ thuật số vật lý.

Phương tiện truyền thông kỹ thuật số (tiếng Anh: digital media) là bất kỳ phương tiện truyền thông nào được mã hóa ở định dạng máy đọc được. Phương tiện truyền thông kỹ thuật số có thể được tạo, xem, phân phối, sửa đổi và được lưu trữ trên các thiết bị điện tử kỹ thuật số. Kỹ thuật số có thể được định nghĩa là bất kỳ dữ liệu nào được biểu thị bằng một loạt các chữ số, phương tiện truyền thông nhắc đến một phương thức truyền phát hoặc truyền thông tin đến người tiếp cận, phương tiện kỹ thuật số đề cập đến bất kỳ loại thông tin nào được phát qua màn hình. Điều này bao gồm văn bản, âm thanh, video và đồ họa được truyền qua internet hoặc mạng viễn thông, xem được trên internet.

## Lịch sử
Một nhân vật quan trọng trong lịch sử của Công nghệ thông tin chính là Charles Babbage, người hình dung ra các mã có thể đọc được bằng máy lần đầu tiên vào đầu những năm 1800.
Vào những năm 1820, Babbage đã làm việc trên một "công cụ khác biệt", đó là một cỗ máy có thể thực hiện được các phép tính toán học. Tuy nhiên, sau đó ông đã phát triển một loại máy lớn hơn, tốt hơn, và phát minh đó đã trở nên nổi tiếng nhất trong sự nghiệp của ông, chính là "Công cụ phân tích", một thiết bị mang tính cách mạng mà danh tiếng của ông được công nhận là người tiên phong máy tính, dù đến thời điểm hiện tại thiết bị này không còn ứng dụng. Nó được phát minh với dự định có thể thực hiện bất kỳ phép tính số học nào bằng cách sử dụng thẻ đục lỗ để cung cấp các hướng dẫn, cũng như một đơn vị bộ nhớ để lưu trữ số và nhiều thành phần cơ bản khác của máy tính ngày nay.
Khoảng thời gian từ năm 1822 đến 1823, Ada Lovelace, một tài năng xuất chúng trong lĩnh vực toán học đã viết ra những hướng dẫn đầu tiên cho việc tính toán số trên động cơ của Babbage. Những tính toán trong hướng dẫn của Lovelace cho đến bây giờ được cho là chương trình máy tính đầu tiên của nhân loại. Mặc dù các máy móc được thiết kế để thực hiện các nhiệm vụ phân tích nhưng Lovelace đã lường trước các tác động xã hội có thể xảy ra của máy tính và việc lập trình, viết chương trình. "Trong việc phân chia và kết hợp giữa sự thật và công thức phân tích, chúng có thể trở nên dễ dàng và nhanh chóng hơn nhờ sự kết hợp cơ học giữa các động cơ, mối quan hệ và bản chất của nhiều môn học mà trong đó yếu tố khoa học phải có sự liên quan mật thiết đến các môn học, chủ đề mới, và có sự nghiên cứu sâu hơn,... tất cả đều phụ thuộc vào sức mạnh nhân loại hoặc những điều bổ sung kiến thức cho nhân loại, nhiều sự ảnh hưởng tương tự để thêm vào nền tảng và những đối tượng nền tảng đã được hướng đến. Các phương tiện khác dưới định dạng máy có thể đọc được ở đời cũ bao gồm các hướng dẫn dễ đọc cho dương cầm tự động và cho máy dệt.

### Máy tính kỹ thuật số
Con người đã sử dụng các hỗ trợ từ phương tiện định dạng máy có thể đọc được, động cơ của Babbage, dương cầm tự động, máy dệt và nhiều loại máy tính toán khác cũng là những loại máy tính tương tự, có cả phần vật lý và cơ học. Nhưng các phương tiện truyền thông kỹ thuật số đầu tiên thực sự ra đời là với xuất hiện của máy tính kỹ thuật số.
Vào cuối những năm 1930 và đầu những năm 1940, công việc của các nhà toán học và kỹ sư đã dẫn đến sự phát triển của một loại máy tính mới. Những máy mới này hoạt động dựa trên dữ liệu được biểu diễn dưới dạng một loạt các chữ số. Đó là loại máy tính kỹ thuật số sử dụng Mã nhị phân và Đại số Boolean để lưu trữ và xử lý thông tin, cho phép một máy có cấu hình thực hiện các tác vụ khác nhau. Các máy tính kỹ thuật số hiện đại được lập trình đầu tiên - Manchester Mark 1 và EDSAC - được phát minh độc lập từ năm 1948 đến 1949.

Mã kỹ thuật số giống như mã nhị phân, có thể được thay đổi mà không cần cấu hình lại các phần cơ học

Mặc dù khác nhau về nhiều mặt so với các máy tính hiện đại nhưng các máy này đã có phần mềm kỹ thuật số để kiểm soát sự vận hành theo quy tắc hợp lý của chúng. Chúng được mã hóa dưới dạng nhị phân là một hệ thống gồm các số và những số không (0) kết hợp với nhau để tạo ra hàng trăm ký tự. Các số (1) và số không (0) trong mã nhị phân là "chữ số" của phương tiện kỹ thuật số.
"Những tiến bộ trong công nghệ xử lý và giảm chi phí giúp các thiết bị điện toán có thể tiếp cận được với số lượng người ngày càng tăng trên toàn thế giới, tiếp thêm sức mạnh cho sự đổi mới trong tính liên tục của máy tính".

### "As We May Think"
Trong khi phương tiện truyền thông kỹ thuật số không được sử dụng phổ biến vào những năm 1950 thì nền tảng khái niệm của phương tiện kỹ thuật số xuất hiện với sự bắt nguồn từ trong chính công việc nghiên cứu của nhà khoa học và kỹ sư Vannevar Bush cùng bài tiểu luận nổi tiếng của ông "As We May Think", được xuất bản trên tạp chí Atlantic Weekly vào năm 1945. Bush đã hình dung một hệ thống thiết bị có thể được sử dụng để giúp các nhà khoa học, bác sĩ, nhà sử học và những người khác có thể dùng lưu trữ, phân tích và truyền đạt thông tin. Ông gọi thiết bị này với một cái tên trừu tượng sau đó là "Memex", Bush viết:
Chủ sở hữu của Memex, đưa ra một tình huống giả sử với việc có quan tâm đến nguồn gốc và tính chất của cung và mũi tên. Cụ thể ông ta đã nghiên cứu lý do tại sao cung tên của Thổ Nhĩ Kỳ tuy ngắn nhưng rõ ràng là vượt trội hơn so với cung tên dài của Anh trong các cuộc giao tranh của thập tự chinh. Ông có hàng tá sách thích hợp và các bài báo liên quan được ghi nhớ. Ban đầu ông ta xem qua một cuốn bách khoa toàn thư và tìm thấy một bài viết thú vị nhưng không đầy đủ nên để lại đó. Tiếp theo trong một khoảnh khắc lịch sử ông bắt gặp một vật phẩm liên quan khác và gắn kết hai thứ lại với nhau. Và cứ tiếp tục theo hướng đi đó, ông xây dựng nên một đường đi từ nhiều dấu vết liên kết lại. Thỉnh thoảng ông thêm một nhận xét từ ý kiến của riêng mình bằng cách liên kết nó với đường đi chính hoặc bằng một đường dẫn phụ đến một dấu vết cụ thể nào đó. Khi các tính chất đàn hồi của vật liệu có sẵn được làm rõ là có liên quan nhiều đến cây cung, ông rẽ nhánh trên một đường dẫn phụ đưa ông quay trở lại sách giáo khoa về đàn hồi và các bảng hằng số vật lý. Ông đã chèn thêm một trang phân tích theo ý kiến cá nhân bằng chữ viết tay vào. Bằng cách này, ông đã xây dựng được một dấu vết có sự quan tâm của mình thông qua mê cung các tài liệu phù hợp của ông.
Vannevar Bush hy vọng rằng việc chế tạo ra Memex sẽ là công việc của các nhà khoa học sau Thế chiến thứ II. Mặc dù bài tiểu luận "As We May Think" đã có trước máy tính kỹ thuật số vài năm nhưng nó đã lường trước được những lợi ích xã hội và trí tuệ tiềm năng của phương tiện kỹ thuật số, qua đó cung cấp một khung khái niệm cho việc sản xuất theo học thuyết kỹ thuật số, "World Wide Web", wiki và thậm chí là cả các phương tiện truyền thông xã hội.

### Sự bùng nổ của truyền thông kỹ thuật số trên Internet
Trong quá khứ, sáng tạo phương tiện kỹ thuật số là một đặc quyền của các ngành công nghiệp sử dụng số vốn lớn để sản xuất hàng hóa, mới có quyền truy cập vào các công cụ để tạo nội dung phương tiện kỹ thuật số. Chi phí cho thiết bị cùng với các kỹ năng cần thiết như một điều kiện để sản xuất phương tiện kỹ thuật số đã trở thành rào cản hạn chế việc áp dụng phương tiện kỹ thuật trong cộng đồng rộng lớn. Thuật ngữ prosumer nổi lên vào đầu những năm 80, đề cập đến những người có vai trò ngang hàng giữa nhà sản xuất và người tiêu dùng. Một ví dụ để minh họa điều này là ngành công nghiệp video nơi mà các máy ảnh và máy chỉnh sửa video đắt tiền được yêu cầu để sản xuất video tương tự. Mãi đến đầu những năm 1980 các máy quay đầu tiên đã có mặt trên thị trường bằng cách sử dụng băng từ (VCR) và người dùng bắt đầu quay video tự chế. Người dùng đã chia sẻ nội dung thông qua việc cho gia đình và bạn bè mượn băng video.Vào cuối những năm 1990, các băng (VCR, Micro MV, Video8 và Mini DV) đã được thay thế bằng thẻ nhớ, bộ nhớ trong và quá trình làm video không cần băng nữa. Việc sử dụng các giải pháp lưu trữ tạo điều kiện cho việc dễ dàng chuyển các phương tiện từ máy quay sang máy tính qua giao diện USB và người dùng có thể chỉnh sửa cảnh quay bằng phần mềm chỉnh sửa video ngay lập tức. Hiện tại, người dùng có thể tạo video bằng điện thoại thông minh và máy tính bảng, máy quay ghi lại độ phân giải 4K (Độ phân giải siêu cao), máy ảnh DSLR, máy quay hành động, và gần đây là máy quay video 360 độ . Sự tiến bộ về công nghệ này đã chuyển một số người từ người tiêu dùng thành nhà sản xuất video kỹ thuật số, dẫn đến việc tải video tăng trưởng nhanh chóng lên các dịch vụ có nền tảng chia sẻ video như YouTube.
Sự phát triển của hàng loạt các thiết bị điện tử, phần cứng, phần mềm, phương tiện truyền thông xã hội và ứng dụng có ảnh hưởng lớn đến quá trình đại chúng hóa tương đối trong việc tạo phương tiện kỹ thuật số trên Internet trong thập kỷ qua. Điều này tương đối do tính chất không công bằng của việc tiếp cận công nghệ. Công nghệ phát triển đã trao quyền cho người dùng hàng ngày có quyền truy cập vào công nghệ và có những công cụ, động lực, thời gian cùng một số kỹ năng để có những lần đầu thử nghiệm với việc tạo và chia sẻ phương tiện kỹ thuật số trên Internet.

## Định nghĩa
Các ví dụ phổ biến của phương tiện truyền thông kỹ thuật số bao gồm các trò chơi kỹ thuật số, video kỹ thuật số, phần mềm, trò chơi video, website, trang web, âm thanh kỹ thuật số (MP3, sách điện tử,...), phương tiện truyền thông xã hội,...
Kể từ khi ra đời, phương tiện truyền thông kỹ thuật số đã dần ảnh hưởng đến lối sống của đại đa số công dân ở cả các nước phát triển và đang phát triển, tác động đáng kể trên phạm vi rộng và phức tạp đối với xã hội và văn hóa. Kết hợp giữa Internet và máy tính cá nhân, phương tiện truyền thông kỹ thuật số đã gây ra sự đổi mới đột phá trong xuất bản, báo chí, quan hệ công chúng, giải trí, giáo dục, thương mại và chính trị. Phương tiện kỹ thuật số cũng đặt ra những thách thức mới đối với luật bản quyền và luật sở hữu trí tuệ, thúc đẩy một phong trào nội dung mở trong đó những người sáng tạo nội dung tự nguyện từ bỏ một số hoặc tất cả các quyền hợp pháp của họ đối với tác phẩm của họ.
Sự phổ biến của phương tiện truyền thông kỹ thuật số và tác động của nó đối với xã hội cho thấy rằng chúng ta đang bắt đầu một kỷ nguyên mới trong lịch sử công nghiệp, chuyển thế giới từ thời đại công nghiệp sang thời đại thông tin  có lẽ vì điều đó đã dẫn đến một xã hội không giấy tờ trong đó tất cả các phương tiện đều được sản xuất và tiêu thụ trên máy tính. Tuy nhiên, những thách thức đối với quá trình chuyển đổi kỹ thuật số vẫn còn, bao gồm luật bản quyền, kiểm duyệt, phân chia kỹ thuật số và bóng dáng của thời kỳ đen tối kỹ thuật số, trong đó phương tiện truyền thông cũ trở nên không thể tiếp cận với các hệ thống thông tin mới ngày càng được nâng cấp.

## Ảnh hưởng của phương tiện truyền thông kỹ thuật số

### Cuộc cách mạng kỹ thuật số
Cuộc cách mạng kỹ thuật (digital revolution) số bắt đầu từ cuối những năm 1950 đến cuối những năm 1970. Đó là sự phát triển của công nghệ từ cơ khí và chuyển đổi tương tự sang kỹ thuật số. Trong thời gian này, máy tính kỹ thuật số và lưu trữ hồ sơ kỹ thuật số đã trở thành tiêu chuẩn. Sự ra đời của công nghệ kỹ thuật số cũng thay đổi cách con người giao tiếp với hiện tại thông qua máy tính, điện thoại di động và internet. Cuộc cách mạng này đã dẫn đường đến thời đại thông tin.
Vào khoảng thời gian từ năm 1950 đến năm 1960, nhiều chính phủ, lực lượng quân sự và các tổ chức khác đã sử dụng máy tính. Ngay sau đó, máy tính được giới thiệu để sử dụng trong gia đình và đến năm 1970, nhiều gia đình có máy tính để sử dụng cá nhân. Đến năm 1989, 15% tất cả các hộ gia đình ở Mỹ sở hữu một máy tính. Điện thoại di động analog đã chuyển sang điện thoại di động kỹ thuật số vào năm 1991 và nhu cầu tăng vọt. Đây là cùng một năm mà Internet đã được cung cấp cho công chúng. Đến cuối thập kỷ, Internet phổ biến đến mức mọi doanh nghiệp đều có một trang web và gần như mọi quốc gia trên thế giới đều có kết nối. Khi thế kỷ 21 bắt đầu, điện thoại di động là vật sở hữu phổ biến và truyền hình độ nét cao trở thành phương thức phát sóng phổ biến nhất, thay thế cho truyền hình analog.
Tác động của cuộc cách mạng kỹ thuật số cũng có thể được đánh giá bằng cách khám phá lượng người dùng thiết bị di động thông minh trên toàn thế giới. Điều này có thể được chia thành hai loại là người dùng điện thoại thông minh và người dùng máy tính bảng thông minh. Trên toàn thế giới hiện có 2,32 tỷ người dùng điện thoại thông minh. Con số này sẽ vượt quá 2,87 tỷ vào năm 2020. Người dùng máy tính bảng thông minh đạt tổng cộng 1 tỷ vào năm 2015, chiếm 15% dân số thế giới.
Các số liệu thống kê bằng chứng về tác động của truyền thông kỹ thuật số ngày nay. Thực tế là số lượng người dùng thiết bị thông minh đang tăng lên nhanh chóng. Một điện thoại thông minh hoặc máy tính bảng có thể được sử dụng cho hàng trăm nhu cầu hàng ngày. Hiện tại có hơn 1 triệu ứng dụng trên Apple Appstore. Đây là tất cả các cơ hội cho các nỗ lực tiếp thị kỹ thuật số. Một người dùng điện thoại thông minh bị ảnh hưởng với quảng cáo kỹ thuật số mỗi giây họ mở thiết bị Apple hoặc Android của họ, càng chứng tỏ cuộc cách mạng kỹ thuật số và tác động của cuộc cách mạng. Điều này đã dẫn đến tổng cộng 13 tỷ đô la được thanh toán cho các nhà phát triển ứng dụng khác nhau trong những năm qua. Sự tăng trưởng này đã thúc đẩy sự phát triển của hàng triệu ứng dụng phần mềm. Hầu hết các ứng dụng này có thể tạo thu nhập thông qua quảng cáo ứng dụng. Tổng doanh thu cho năm 2020 được dự kiến là khoảng 189 triệu đô la.
Cuộc cách mạng kỹ thuật số đã dẫn đến việc một số phát minh trở nên lỗi thời. Một vài trong số các thiết bị bao gồm radio analog, máy fax, băng VHS, máy đánh chữ, thư tín (ngoại trừ các gói), telegram và thậm chí cả điện thoại analog chỉ còn ở một số lượng nhất định. Hướng đến một xã hội hoàn toàn kỹ thuật số đồng nghĩa với đối diện cùng thời kỳ đen tối kỹ thuật số, trong đó phương tiện truyền thông cũ không còn truy cập được trên các thiết bị hiện đại.

### Sự tác động đến các ngành công nghiệp
So sánh với phương tiện in, phương tiện truyền thông đại chúng và các công nghệ analog, công nghệ truyền thông kỹ thuật số dễ dàng hơn trong việc sao chép, lưu trữ, chia sẻ và chỉnh sửa. Những điều này đã dẫn đến những sự thay đổi lớn trong nhiều ngành công nghiệp, đặc biệt là những ngành công nghiệp như báo chí, xuất bản, giáo dục, giải trí và âm nhạc.
Internet đã thay đổi hướng, khối lượng và tốc độ của luồng thông tin trên toàn thế giới, và do đó thay đổi hoàn toàn tất cả các ngành công nghiệp phụ thuộc vào thông tin. Truyền thông kỹ thuật số đã thay đổi cách hoạt động của các luồng thông tin cũng như thay đổi cách thức tiếp nhận thông tin của người dùng.
Trong hệ sinh thái kỹ thuật số, tin tức trực tuyến tái hiện lại trong các mốc thời gian thực của người dùng. Những sự thay đổi này đã dẫn đến sự suy thoái của ngành công nghiệp báo chí. Doanh thu từ báo giảm đáng kể giữa năm 2008 và 2018. Doanh thu quảng cáo đã giảm từ 37,8 tỷ đô la năm 2008 xuống còn 14,3 tỷ đô la trong năm 2018, giảm 62%. Những tờ báo tiến hành thực hiện chuyển đổi sang các nền tảng kỹ thuật số có thể tránh khỏi tình trạng thua lỗ tuy nhiên sẽ đánh mất sự chú ý từ người đọc. Sau một thời gian tăng trưởng, số đọc giả truy cập thông qua website đã có dấu hiệu chững lại.
Sự ra đời của ebook cũng như việc tự xuất bản trong thời đại kỹ thuật số đã đem lại cơ hội mới cho ngành xuất bản. Do sự gia tăng của các cuốn sách tự xuất bản, đã có sự gia tăng 105% trong các bộ truyện và thơ, 80% tiểu sử và tiểu thuyết nói chung và tăng 30% trong các sách khoa học. Việc không phải sử dụng bản in và làm cho chuỗi cung ứng trở nên ngắn hơn, nhanh hơn đem đến kết quả bằng việc giảm được chi phí chính là điểm mạnh của ebook. Sách điện tử đã dẫn đến sự phát triển của ngành giáo dục khi chi phí mua sách đã được giảm thiểu. Giáo viên hiện có thể giảng dạy thông Internet và sinh viên cũng có thể truy cập thông qua các nền tảng kỹ thuật số. Ngoài ra, học sinh và sinh viên còn có thể dễ dàng truy cập thông tin tại bất cứ đâu, bất cứ thời điểm nào. Truyền thông kỹ thuật số cũng làm thay đổi các hoạt động của thư viện cũng như vai trò của thư viện trong xã hội.
Trong ngành công nghiệp điện ảnh, quá trình chuyển đổi từ máy ảnh phim analog sang máy ảnh kỹ thuật số đã gần hoàn tất. Việc chuyển đổi có lợi ích kinh tế cho Hollywood, giúp phân phối dễ dàng hơn và có thể thêm các hiệu ứng kỹ thuật số chất lượng cao vào phim. Đồng thời, nó đã ảnh hưởng đến các hiệu ứng đặc biệt, diễn viên đóng thế và hoạt hình ở Hollywood. Nó đã áp đặt chi phí lớn cho các rạp chiếu phim nhỏ, một số trong đó không hoặc sẽ không tồn tại trong quá trình chuyển đổi sang kỹ thuật số. Tác động của phương tiện truyền thông kỹ thuật số đối với các ngành công nghiệp truyền thông khác cũng tương tự và phức tạp. Giống như đối với ngành công nghiệp âm nhạc. Những tiến bộ công nghệ không chỉ tác động đến thể loại âm nhạc tạo ra, mà còn ảnh hưởng đến cách người nghe tiêu thụ và học chơi nhạc cụ. Trải nghiệm âm nhạc bây giờ gắn bó chặt chẽ với công nghệ hiện đại đến mức nhiều cách thưởng thức âm nhạc hiện tại sẽ tồn tại mà không cần sử dụng công nghệ.

### Cá nhân là người tạo nội dung
Phương tiện truyền thông kỹ thuật số đã giúp cho những người dùng cá nhân trở nên chủ động hơn trong việc sáng tạo nội dung. Sự tăng đột biến trong nội dung do người dùng tạo ra có được là do sự phát triển của internet cũng như cách người dùng tương tác với phương tiện truyền thông ngày nay. Phương tiện truyền thông xã hội là một nền tảng không bị giới hạn cho tất cả mọi người để thể hiện tài năng của mình cho cả thế giới một cách tiết kiệm chi phí và thời gian. Thế giới xuất bản đã từng chỉ dành riêng cho các tổ chức, tập đoàn lớn có đủ khả năng và cơ sở hạ tầng để sản xuất nhưng bây giờ nó đã mở rộng và những người khác có thể làm thực hiện việc xuất bản một cách độc lập và ngày nay, các nhà xuất bản cá nhân có thể hoạt động ngay tại nhà của họ.
Nội dung do người dùng tạo là bất kỳ dạng nội dung nào, chẳng hạn như hình ảnh, video, văn bản và âm thanh, đã được người dùng đăng trên các nền tảng trực tuyến. Khả năng sử dụng thông tin và các công nghệ truyền thông như một nền tảng để thể hiện bản thân và tham gia vào cộng đồng trực tuyến thường được coi là giai đoạn tiếp theo của xã hội thông tin. Sự phát minh của các thiết bị điện tử như điện thoại, máy tính bảng,... cho phép tất cả mọi người có thể dễ dàng và nhanh chóng truy cập các nền tảng truyền thông. Chi phí cho các thiết bị có thể truy cập internet cũng đang giảm dần và việc cá nhân sở hữu nhiều thiết bị điện tử cùng lúc đang trở thành xu hướng trên toàn cầu.
Sự phát triển của các nội dung cá nhân thông qua phương tiện truyền thông kỹ thuật số cũng gây ảnh hưởng đến yếu tố chính trị. Các cá nhân hiện tại có khả năng và phương tiện để thể hiện các quan điểm chính trị cũng như tạo ra ảnh hưởng với những cá nhân khác và đặc biệt, những quan điểm này không được định hướng hoặc đánh giá bởi các chuyên gia hay một tổ chức chính thức nào. Điều này đã đặt ra yêu cầu cho việc kiểm duyệt internet tại nhiều quốc gia bằng các hạn chế trong việc truy cập phương tiện truyền thông kỹ thuật số.
Sự phát triển và lan truyền của phương tiện kỹ thuật số cũng như yêu cầu về một loạt các kỹ năng đọc, viết và giao tiếp cần thiết để sử dụng nó một cách hiệu quả, đã làm sâu sắc thêm khoảng cách giữa những người tiếp cận với phương tiện kỹ thuật số và những người không. Ngoài ra, nội dung do người dùng tạo ra cũng đặt ra các vấn đề về quyền riêng tư, uy tín, văn minh và vấn đề bản quyền về văn hóa, trí tuệ và nghệ thuật.

### Thay đổi trong lưu trữ và tương tác với thông tin
Sự xuất hiện và bùng nổ của internet và truyền thông kỹ thuật số đã đưa đến sự ra đời và phát triển của các thiết bị truyền phát kỹ thuật số. Các thiết bị này hỗ trợ truyền phát nội dung trực tuyến mà không cần tải xuống dữ liệu hoặc nội dung trên thiết bị và giúp tổ chức và truy cập thư viện số bằng cách sử dụng cùng trên một giao diện. Theo thống kê năm 2017, sự gia tăng của các thiết bị truyền phát kỹ thuật số đã dẫn đến việc giảm các dịch vụ truyền hình cáp xuống khoảng 59%, trong khi các dịch vụ truyền phát đang tăng khoảng 29% và 9% vẫn là người sử dụng ăng-ten kỹ thuật số. Vào năm 2018, thị trường trị giá 27,69 tỷ USD và sẽ thể hiện tốc độ [CAGR] là 15,9% trong giai đoạn dự báo, 2019-2026.
Người dùng đang dành trung bình 1 giờ 55 phút cho các video kỹ thuật số mỗi ngày và chỉ dành 1 giờ 44 phút mỗi ngày cho các trang mạng xã hội. Hơn nữa, thời gian dành cho video kỹ thuật số hiện nay đã bỏ qua thời gian dành cho tất cả các nền tảng kỹ thuật số được liệt kê khác, bao gồm radio kỹ thuật số và Facebook. Khoảng sáu trên mười trong số những người từ 18 đến 29 tuổi được phỏng vấn (61%) nói rằng họ thường xem truyền hình bằng các dịch vụ truyền phát trên internet, 31% cho biết họ chủ yếu xem qua thuê bao cáp hoặc vệ tinh và 5% người chủ yếu xem với ăng-ten kỹ thuật số.
Khi internet ngày càng phổ biến, nhiều công ty bắt đầu phân phối nội dung chỉ thông qua internet. Các nền tảng như Netflix, Hulu hay Amazon Prime đã đạt được sự hấp dẫn nhờ giá thành hợp lý, khả năng truy cập và nội dung của nó.

### Thách thức vấn đề bản quyền
Sự phát triển của truyền thông kỹ thuật số và việc thực hiện số hoá nhiều mặt của cuộc sống đã làm phát sinh các câu hỏi pháp lý về nhiều mặt liên quan đến quyền tác giả, quyền sở hữu, tính xác thực, bảo vệ bản quyền, sao chép và phân phối trái phép, sao chép, tính sẵn có và quyền truy cập. Sự phát triển từ công nghệ analog sang truyền thông kỹ thuật số đặt ra nhiều thách thức sâu sắc cho các công ước đã được thiết lập từ lâu, điều này đòi hỏi một sự tiến hóa song song trong chế độ pháp lý và luật học hiện hành. Quyền pháp lý ít nhất là không rõ ràng đối với nhiều hoạt động phổ biến trên Internet, chẳng hạn như đăng một bức ảnh thuộc về người khác vào tài khoản mạng xã hội, cover một bài hát phổ biến trên YouTube hoặc viết fanfiction. Ví dụ, theo luật bản quyền hiện tại, ở nhiều quốc gia, các meme phổ biến có thể là bất hợp pháp để chia sẻ trên các trang mạng xã hội.
Các vấn đề liên quan đến bản quyền xuất hiện ở tất cả các khía cạnh của truyền thông kỹ thuật số. Ngay cả một người sáng tạo nội dung trên kênh YouTube cũng cần cẩn thận tuân theo các hướng dẫn và quy định khắt khe về luật bản quyền cũng như các quy định khác của YouTube. Thông thường, chúng ta thấy những người sáng tạo nội dung truyền thông mất đi nguồn phí của các nội dung của họ, bị xoá bỏ các nội dung đã đăng tải hoặc bị chỉ trích về nội dung của họ. Hầu hết các trường hợp này phải thực hiện với việc sử dụng một đoạn âm thanh có bản quyền hoặc cảnh nền có bản quyền của một công ty khác.
Để giải quyết những vấn đề này, người sáng tạo nội dung có thể tự nguyện chấp nhận giấy phép mở hoặc giấy phép copyleft, từ bỏ một số quyền hợp pháp của họ hoặc họ có thể phát hành tác phẩm của mình sang phạm vi công cộng. Trong số các giấy phép mở phổ biến nhất là giấy phép Creative Commons và Giấy phép Tài liệu tự do GNU, cả hai đều được sử dụng trên Wikipedia. Giấy phép mở là một phần của phong trào mở rộng hơn nội dung mở nhằm thúc đẩy việc giảm hoặc loại bỏ các hạn chế bản quyền khỏi phần mềm, dữ liệu và phương tiện kỹ thuật số khác.
Môi trường kỹ thuật số làm cho các vấn đề liên quan đến luật bản quyền trở nên khó khăn. Xuất hiện một số vấn đề và mối quan ngại liên quan đến việc sử dụng thông tin kỹ thuật số. Rất dễ dàng để có thể tạo các bản sao kỹ thuật số hoặc số hóa của tài liệu bao gồm văn bản, hình ảnh, âm thanh và video; và thông tin kỹ thuật số này có thể được truyền tải trên toàn thế giới thông qua email, bảng tin điện tử, trang web và các kênh khác. Việc sử dụng các phương tiện lưu trữ sơ cấp và thứ cấp đã giúp cho việc tải xuống, lưu trữ, hiển thị và in. Hơn nữa, các tài liệu được tải xuống có thể được sửa đổi hoặc chuyển tiếp cho người khác mà không hề được biết đến bởi chủ sở hữu hợp pháp của nó.
Để giải quyết các vấn đề về bản quyền trên khía cạnh xuất bản kỹ thuật số, một số phần mềm đã được phát triển để hạn chế quyền truy cập vào phương tiện kỹ thuật số. Các công cụ như các công cụ như mã hóa, quản lý tài sản kỹ thuật số (DAM), quản lý quyền kỹ thuật số  (DRM) và định danh đối tượng kỹ thuật số (DOI) đã được đưa ra như những biện pháp để giải quyết vấn đề này.

### Mô hình Owned - Paid - Earned Media
Theo nhiều cách mà phương tiện kỹ thuật số mô phỏng lại các hình thức truyền thông truyền thống như báo, tạp chí, truyền hình phát thanh và đài phát thanh. Phương tiện kỹ thuật số đã thay đổi cách các chuyên gia tiếp thị thực hiện công việc. Các phương thức tiếp thị truyền thống đang dần biến mất, thay vào đó là tất cả những cơ hội dòng doanh thu mới, đưa ra những thách thức của riêng họ. Sự nổi lên của truyền thông kỹ thuật số trong hai thập kỷ qua đã cách mạng hóa cách các chuyên gia tiếp thị làm việc. Nhưng có một điều là không thể đi vào sự nghiệp tiếp thị hoặc quảng cáo mà không có hiểu biết vững chắc về phương tiện kỹ thuật số, bao gồm cả phương tiện truyền thông mạng xã hội, thực tế ảo và podcast cho đến tên của một vài xu hướng truyền thông kỹ thuật số mới nổi. Việc phân loại và quản lý các phương tiện truyền thông kỹ thuật số trong thời đại công nghệ với Internet bùng nổ giúp cho những người làm tiếp thị nắm bắt được cơ hội và tổ chức các công việc tiếp thị.

#### Owned media
Bao gồm các kênh được chính thương hiệu sở hữu hoặc kiểm soát. Đây có thể gồm các trang web, trang blog, podcast, fanpage, video trên các nền tảng truyền thông mạng xã hội. Vai trò của nó là xây dựng uy tín và mối quan hệ lâu dài với đối tượng khách hàng mục tiêu.
Nhược điểm của Owned Media là kênh có lòng tin và sự gắn kết của người tiêu dùng với thương hiệu ở mức trung bình và thấp, vì hiệu quả các kênh này phụ thuộc vào bản thân thương hiệu. Nếu thương hiệu chưa đủ mạnh và độ nhận diện còn thấp thì số lượt tiếp cận và tương tác trên các kênh thuộc Owned Media là rất khiêm tốn.

#### Paid Media
Một tổ chức tự trả tiền để quảng bá nội dung của mình là một cách tuyệt vời để tăng lượt xem và tạo hiển thị. Một số ví dụ về cách có thể sử dụng bao gồm Pay Per Click (PPC), quảng cáo trên mạng xã hội, quảng cáo hiển thị (display advertising), tài trợ và bỏ ra chi phí mời những người có ảnh hưởng để chia sẻ thông tin về thương hiệu của bạn. Paid Media là một cách mang lại hiệu quả nhanh nhờ khả năng phủ sóng cao, là công cụ hữu hiệu trong việc nâng cao mức độ nhận diện thương hiệu. Nó cũng có thể giúp hướng lưu lượng truy cập đến các thuộc tính đa phương tiện thuộc sở hữu như trang web hoặc trang blog. Nhược điểm của Paid Media là khá xô bồ và cạnh tranh, chỉ thu hút trong ngắn hạn và không dài lâu.

#### Earned Media
Đây là những kênh hỗ trợ thảo luận, phản hồi về thương hiệu một cách tự nhiên, được xem là kết quả của những nỗ lực mà người làm tiếp thị tạo ra trên Paid Media và Owned Media. Với Earned media thì mạng xã hội và các nền tảng nội dung có khả năng tương tác được xem là những kênh chiếm vị trí quan trọng. Tại đó thông qua tương tác của người dùng, nơi người dùng bày tỏ ý kiến, quan điểm, cảm xúc... là khơi nguồn để bắt đầu những cuộc thảo luận. Chính vì thế mà các nội dung trên Earned Media luôn thu hút sự quan tâm, tin tưởng cao hơn những nội dung do chính thương hiệu đăng tải. Với Earned Media, mọi ý kiến đều dễ dàng được chia sẻ, tương tác và thảo luận. Tuy nhiên đây cũng được xem là "con dao 2 lưỡi" bởi nếu theo chiều hướng tiêu cực sẽ ảnh hưởng không nhỏ tới hình ảnh, danh tiếng của thương hiệu. Rất khó để doanh nghiệp hoặc tổ chức kiểm soát những nội dung đăng tải trên các kênh thuộc Earned Media.

## Các định dạng của phương tiện truyền thông kỹ thuật số
Các phương tiện truyền thông kỹ thuật số thường rất khó để xác định được các định dạng. Rất nhiều học giả đã tham gia đấu tranh và tranh luận về phạm vi của các phương tiện truyền thông kỹ thuật số của thuật ngữ này. Một số học giả định nghĩa phương tiện kỹ thuật số bằng các nền tảng, chẳng hạn như Google, Facebook hoặc Amazon. Với ý nghĩa rằng phương tiện truyền thông kỹ thuật số là một không gian trực tuyến nơi người dùng có thể tham gia (mua, chia sẻ hoặc liên lạc) với nội dung được tạo ra. Một số học giả khác định dạng các phương tiện kỹ thuật số bởi các công nghệ hỗ trợ cho thông tin được phát thông qua một màn hình. Nhờ vậy các thông tin này có thể được truyền tải thông qua website, trong các ứng dụng, gói phần mềm, trò chơi video, mp3 và hơn thế nữa.
Trong thực tế, hầu hết mọi thứ chúng ta truy cập thông qua một thiết bị kỹ thuật số đều có thể được coi là phương tiện kỹ thuật số. Trong bài viết này, chúng ta sẽ xem xét định dạng của các phương tiện truyền thông kỹ thuật số qua các phương thức truyền phát hoặc truyền thông tin đến người tiếp cận, đề cập đến bất kỳ loại thông tin nào được phát qua màn hình.

### Âm thanh
Âm thanh (Audio) đề cập đến các phương tiện kỹ thuật số mà chúng ta nghe, đó có thể là một tệp tin âm thanh/âm nhạc hoặc các dịch vụ phát âm nhạc trực tuyến. Các tệp tin này được nén trên các bản âm thanh dạng MP3, MP4 và có chất lượng thấp hơn bản Audio gốc. Ngoài ra, nhà phát hành có thể dựa trên định dạng lossless như FLAC để cung cấp những file có chất lượng gần nhất với file gốc. Các ví dụ về âm thanh kỹ thuật số bao gồm các bài hát trên các trang nhạc kỹ thuật số (iTunes, Spotify,..), video nhạc phim hoặc máy tính, các tệp âm thanh.
Trong những năm qua, Spotify đã phát triển mạnh mẽ để trở thành trang cung cấp các bài hát kỹ thuật số trả tiền phổ biến với phạm vị hoạt động ở 79 thị trường trên toàn thế giới với 271 triệu người dùng hoạt động hàng tháng, bao gồm 130 triệu thuê bao trả phí (tính đến tháng 2/2020). Sự phát triển của các nền tảng nhạc trực tuyến đã tạo ra một nhóm khách hàng rộng lớn với mức độ tương tác cao và dễ tiếp cận. Sự phát triển này đã tạo ra những thói quen mới với người tiêu dùng, cho thấy âm thanh giờ đây có vai trò mới và quan trọng trong cuộc sống hàng ngày. Từ đó đã mở ra cho các thương hiệu những cơ hội quảng cáo mới. Điển hình là việc một môi trường đa phương tiện sẽ cho phép các nhà quảng cáo kể câu chuyện của mình thuyết phục và hợp thời hơn nhờ kết hợp được các định dạng âm thanh, hình ảnh và hiển thị bối cảnh phù hợp.

### Video
Video là định dạng đề cập đến cả nội dung chuyển động và âm thanh, tác động đến cả phần nhìn và phần nghe của người xem. Video là phương tiện truyền thông tiếp cận gần nhất đến người dùng và có thể truy cập được cả trực tuyến và ngoại tuyến. Những tiến bộ trong công nghệ cho phép máy tính cá nhân, điện thoại thông minh và các thiết bị truyền tin khác có thể chụp, lưu trữ, chỉnh sửa và truyền video kỹ thuật số, giảm thiểu rất nhiều chi phí sản xuất video, cho phép các nhà sản xuất chương trình và đài truyền hình chuyển sang sản xuất không băng cũng như các nhà sản xuất không chuyên cũng có thể tạo ra được những video vô cùng chất lượng. Một số video kỹ thuật số có thể kể đến như: video sản xuất cho các website phát video, phim phát trực tuyến trên internet, live stream.
Sự phát triển nhanh chóng của định dạng này đã tạo nên xu hướng mới là video quảng cáo. Xu hướng này bao gồm các quảng cáo hiển thị bên trong các video trực tuyến, vị trí quảng cáo có thể phát trước, trong và/hoặc sau khi trình truyền phát nội dung. Quảng cáo video hiện đang là một trong những cách dễ dàng nhất để tiếp cận khán giả trực tuyến, các chuyên gia cho rằng quảng cáo video sẽ thống trị trong thập kỷ tới. Theo các chuyên gia từ Google Brandlab, video quảng cáo hiệu quả sẽ được đo lường qua những chỉ số hiệu suất chính (KPI) như sau:
+ Nhận thức: tỷ lệ trò chuyện về thương hiệu, tỷ lệ tương tác, lượt xem video.
+ Lưu lượng truy cập: đề cập đến tỷ lệ truy cập vào trang web liên kết trong video.
+ Tạo khách hàng tiềm năng: Số lượng chuyển đổi, chi phí cho mỗi khách hàng tiềm năng trên các kênh video so với các kênh không phải video và tỷ lệ chuyển đổi tổng thể.
+ Số lần mua: số lượng mua hàng qua liên kết, lượt sử dụng mã khuyến mãi được hiển thị.

### Hình ảnh - Đồ họa
Hình ảnh và đồ họa là một định dạng vô cùng phổ biến và có thể tìm thấy ở mọi nơi trên các phương tiện truyền thông kỹ thuật số. Định dạng này là một phần thiết yếu và quen thuộc trong giao diện người dùng của các thiết bị điện tử số như máy tính, điện thoại thông minh, máy tính bảng,... Các biểu tượng được hiển thị trên màn hình các thiết bị điện tử đã là một đồ họa nhỏ.
Bên cạnh giao diện của các thiết bị kỹ thuật số, hình ảnh và đồ họa cũng được phân phối và lưu trữ trên internet dưới dạng nguồn mở. Những hình ảnh này được dùng để minh họa bài viết trên các mạng xã hội, được bán như một sản phẩm của nghệ thuật số, được dùng như một phần của thiết kế giao diện website, phần mềm và video game.

### Văn bản
Hầu hết các định dạng của các phương tiện truyền thông kỹ thuật số đều bao gồm các loại văn bản. Văn bản đóng vai trò rất quan trọng trong việc thu hút sự chú ý của người dùng, cho phép điều hướng hoạt động của người dùng trên các thiết bị kỹ thuật số hoặc các phần mềm. Ngoài ra văn bản kỹ thuật số còn được sử dụng để tạo các nội dung thông báo, các thư điện tử gửi đến người dùng.

### Xuất bản kỹ thuật số
Xuất bản kỹ thuật số (Digital Publishing) được hiểu bằng việc sử dụng công nghệ kỹ thuật số thay thế cho tài liệu bằng văn bản để có thể phổ biến và truy cập thông qua các thiết bị điện tử được vi tính hóa. Trong tương lai, khách hàng có thể không còn lựa chọn xem các tạp chí khi đứng trong hàng thanh toán, họ cũng có thể mất đi lựa chọn gửi báo và tạp chí đến nhà mình. Một cách đơn giản hơn, xuất bản kỹ thuật số đại diện cho việc chuyển đổi các tài liệu định dạng bản in sang định dạng kỹ thuật số có thể được hiển thị và đọc trực tuyến. Ví dụ về một số tài liệu được xuất bản kỹ thuật số bao gồm: bảng tin, blog, báo cáo công ty, thư viện lớn, tài liệu tài nguyên và cơ sở dữ liệu, danh mục, sách điện tử, tạp chí và các ấn phẩm định kỳ khác được xuất bản và phân phối dưới dạng điện tử.
Với sự gia tăng đáng kinh ngạc của internet cũng như những lợi ích mà tài liệu kỹ thuật số đem lại đã tạo nên sự bùng nổ trong xuất bản điện tử ngày nay. Trong các sách điện tử xuất bản kỹ thuật số, độ dài tác phẩm là không bị giới hạn như những xuất bản thông thường. Nếu như một tiểu thuyết thông thường không được phép vượt qua giới hạn 50.000 từ đến hơn 300.000 từ bởi chi phí in ấn sẽ tăng lên thì sách điện tử cho phép bất kỳ độ dài nào mà tác giả mong muốn. Trên các xuất bản kỹ thuật số, độc giả cũng không bị giới hạn lượng tài liệu mà họ có thể xem, từ một trang báo hay blog kỹ thuật số, độc giả có thể truy cập tất cả các bài báo từng được xuất bản trên phiên bản in của họ.
Sự xuất hiện của xuất bản kỹ thuật số còn mang đến lợi ích cho các doanh nghiệp khi mở ra cơ hội để họ xây dựng hình ảnh thương hiệu trong bối cảnh đại đa số người người tiêu dùng chuyển sang Internet để biết thông tin về sản phẩm, đọc các nhận xét và mua sắm trực tuyến. Các tài liệu kỹ thuật số có thể đem nội dung của doanh nghiệp đến người tiêu dùng 24 giờ một ngày, 7 bảy ngày một tuần. Nó cũng mở rộng phạm vi tiếp cận đến người tiêu dùng mới từ khắp nơi trên thế giới. Thay vì mất rất nhiều thời gian để in ấn và chuẩn bị các tờ rơi, phiếu giảm giá, định dạng kỹ thuật số có thể được đưa ra ngoài cho tất cả người dùng có thể xem trong một thời gian ngắn.

### Phương tiện truyền thông mạng xã hội
Các phương tiện truyền thông mạng xã hội là một định dạng đề cập đến các trang web, ứng dụng và nền tảng được thiết kế cho phép tất cả mọi người có thể chia sẻ nội dung một cách dễ dàng, nhanh chóng, hiệu quả và trong thời gian thực. Một số nền tảng mạng xã hội phổ biến có thể kể đến như Facebook, Twitter, Wikipedia, LinkedIn, Reddit, Pinterest. Ngày nay các phương tiện truyền thông mạng xã hội càng trở nên rộng rãi và dễ tiếp cận hơn nhờ truy cập vào các ứng dụng di động.
Nhiều cá nhân sử dụng mạng xã hội để giữ liên lạc, tương tác và chia sẻ thông tin với bạn bè và gia đình, trong khi một số người khác sử dụng nó để kết nối và liên lạc với các cộng đồng trực tuyến khác nhau. Với các doanh nghiệp, các phương tiện truyền thông mạng xã hội được sử dụng như một cách để tiếp thị và quảng bá sản phẩm. Ngoài ra, các trang từ doanh nghiệp đến người dùng luôn bao gồm các thành phần như nơi nhận xét cho người dùng, các công cụ được tạo ra để hỗ trợ theo dõi số lượng đề cập và nhận thức về thương hiệu.
Trong kinh doanh, doanh nghiệp dùng các phương tiện truyền thông mạng xã hội để tiếp thị sản phẩm, quảng bá thương hiệu, kết nối với khách hàng hiện tại và thúc đẩy kinh doanh mới. Ngoài ra, các phương tiện truyền thông mạng xã hội giúp doanh nghiệp dễ dàng phản hồi với khách hàng, hiểu được các trải nghiệm và cảm xúc trong bản đồ hành trình khách hàng để có thể duy trì, lấy lại hoặc xây dựng niềm tin với khách hàng cũng như cung cấp những trải nghiệm khách hàng tốt nhất.

### Quảng cáo
Một định dạng phổ biến khác của các phương tiện truyền thông kỹ thuật số là quảng cáo. Theo định nghĩa của Hiệp hội Quảng cáo Vương quốc Anh, quảng cáo là bất kỳ thông tin liên lạc nào, thường được trả tiền, đặc biệt nhằm thông báo và/hoặc ảnh hưởng đến một hoặc nhiều người. Một số ví dụ có thể kể đến của định dạng này trên nền tảng kỹ thuật số là: quảng cáo banner trên trang web, vị trí tìm kiếm, quảng cáo video, quảng cáo qua mạng xã hội, ứng dụng di động,..
Các doanh nghiệp thường dùng hình thức quảng cáo trên các phương tiện truyền thông kỹ thuật số để tăng nhận thức thương hiệu và tiếp xúc với khách hàng trong thị trường mục tiêu nhằm đạt được mục tiêu kinh doanh. Quảng cáo giúp thương hiệu củng cố tầm nhìn và thông điệp với khách hàng, giúp thương hiệu duy trì nhận thức hàng đầu và tránh các đối thủ đánh cắp khách hàng. Doanh nghiệp hoặc nhà quảng cáo cũng cố gắng thuyết phục người tiêu dùng thực hiện hành động được thể hiện trong quảng cáo, đó có thể là mua hoặc thử sản phẩm/dịch vụ, tương tác với thương hiệu,.. để tăng hiệu quả kinh doanh cũng như tạo thêm những điểm tiếp xúc với khách hàng.

### Thực tế ảo
Thực tế ảo là một định dạng mới đang dần trở nên phổ biến trong các loại phương tiện truyền thông kỹ thuật số. Thực tế ảo đề cập đến việc sử dụng công nghệ máy tính để tạo ra một môi trường giả lập để cho phép người dùng tham gia vào một trải nghiệm kỹ thuật số và tương tác với một thế giới 3D. Bằng cách mô phỏng nhiều giác quan như thị giác, thính giác, xúc giác và cả khứu giác, các công nghệ máy tính tạo ra một thế giới nhân tạo để người dùng có thể trải nghiệm mọi thứ một cách thực tế và chân thực nhất.
Mặc dù còn rất nhiều rào cản trong bài toán công nghệ và chi phí, thực tế ảo vẫn được dự đoán sẽ trở thành công nghệ biến đổi một ngày nào đó, dù không phải ngày mai hay tháng sau. Ngày nay, nhiều doanh nghiệp áp dụng các kỹ thuật mới và sáng tạo hơn khi kết hợp thực tế ảo vào các quy trình kinh doanh để làm cho các hoạt động hiệu quả hơn. Doanh nghiệp có thể tạo cơ hội để người tiêu dùng có thể khám phá một điểm đến du lịch hoặc đang ở tại một sự kiện thể thao mà không bao giờ phải rời khỏi nhà. Hay hơn thế, doanh nghiệp sẽ cung cấp một trải nghiệm về sản phẩm hay dịch vụ một cách chân thực cho khách hàng có thể thử nghiệm trước khi sử dụng sản phẩm hay dịch vụ đó. Như các doanh nghiệp bất động sản, kiến trúc và xây dựng có thể sử dụng thực tế ảo để cho thấy môi trường hoàn thiện sẽ như thế nào, đem đến một trải nghiệm thực trước khi thuyết phục họ mua hàng.